# ملحمية (نوع أدبي)

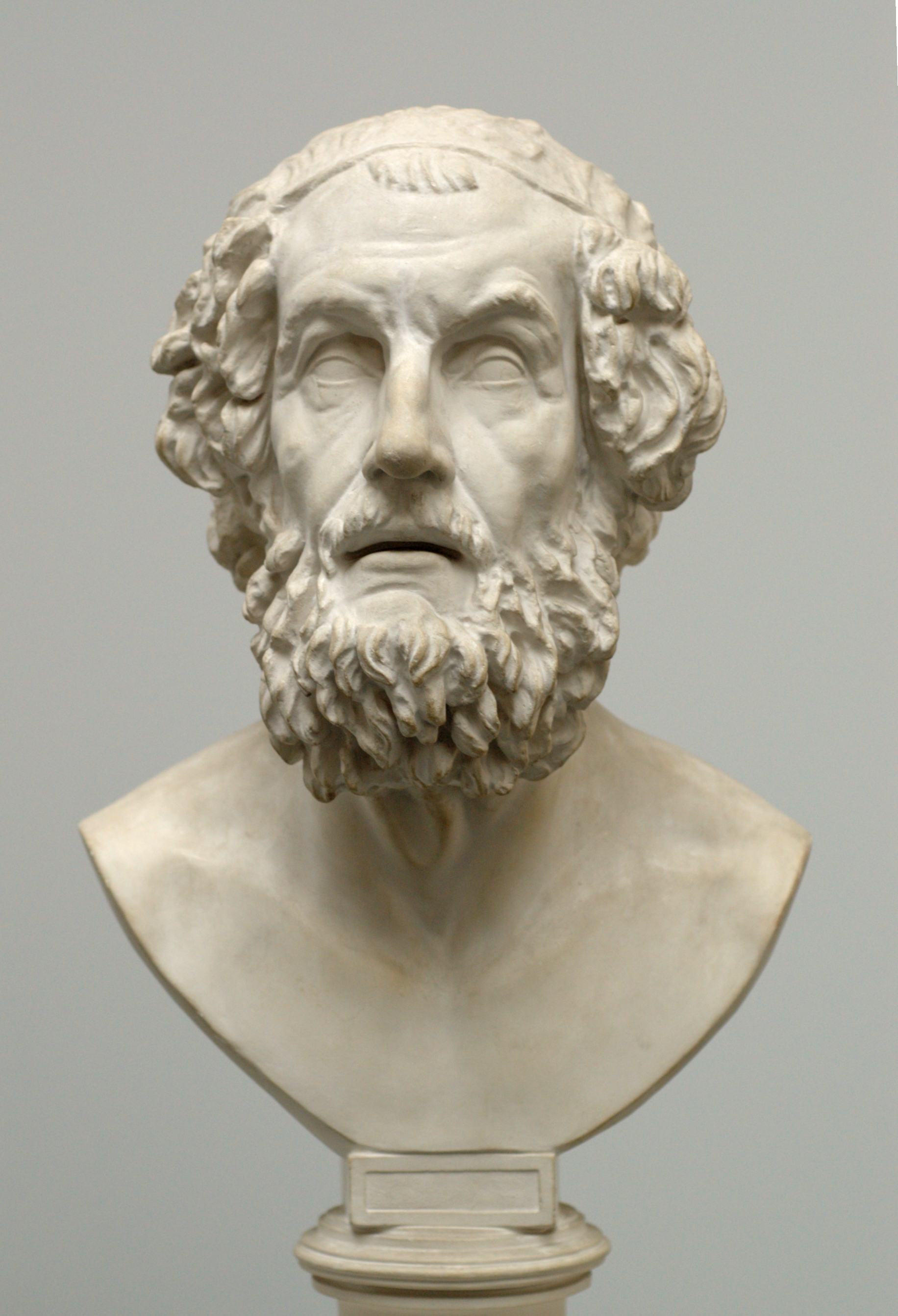
تمثال نصفي لهوميروس، الفترة الهلنستية. نسخة حديثة من النسخة الأصلية في المتحف الأثري الوطني في نابولي

الملحمة هي نوع من السرد الشفهي الذي يصف مغامرات بطولية أو قصص أسطورية في قالب شعري طويل. اتّسع حديثًا مفهوم الملاحم ولم يعد قاصرًا على الشعر الملحمي فقط، فأصبح يُطلق أيضًا على المسرح الملحمي، والأفلام الملحمية، والموسيقى الملحمية، والروايات الملحمية، والدراما الملحمية، كما توصف بعض ألعاب الفيديو كذلك بالملحمية. يرى بعض النقاد أن الأصول الشفهية لمفهوم الملحمة قد انطمست في الوقت الراهن.

## التاريخ